# Михаило-Архангельская церковь (Владимир)
Храм Архангела Михаила на Студёной горе — православная церковь во Владимире, расположенная на улице Студёная Гора, 1А.

## История
История появления храма началась в 1880-е годы, когда предводитель губернского дворянства и председатель правления Благотворительного общества М. М. Леонтьев ходатайствовал о строительства храма для жителей близлежащего района и детей, который проходили обучение в ремесленно-грамотной школе. Когда же строительство нового храма было одобрено, Михаил Леонтьев стал председателем строительной комиссии.
Есть легенда, выложенная во «Владимирских епархиальных ведомостях» за 1891 год, гласящая о том, что в день закладки храма Михаила Архангела 13 октября шёл дождь. Однако, как вышел крёстный ход из Успенского собора, погода неожиданно улучшилась. Первый камень фундамента был заложен архиепископом Владимирским и Суздальским Феогностом. 19 сентября 1893 года на звонницу было поднято 5 колоколов, а 28 ноября того же года состоялось торжественное освящение храма.
Церковь была построена по завещанию отставного капитана Фёдора Григорьевича Архангельского, на оставленный им капитал, на указанном месте. Помощь строительству оказывали также другие жертвователи, так как Ю. С. Нечаев-Мальцев. Храм был выстроен на земле, принадлежавшей Владимирскому благотворительному обществу, губернским инженером И. А. Карабутовым по проекту губернского архитектора А. П. Афанасьева. Главу храма украшал зеркальный крест, изготовленный на заводе Заславских из Екатеринославля. Иконостас из чёрного дуба работы московского художника Э. Бетте, иконы написаны иконописцем Н. Сафоновым из Палеха. Паникадило и церковная утварь были привезены из Москвы от купца Агапова.
В советские времена, в 1929 году, храм был закрыт. Были утрачены внутреннее убранство, зеркальный крест, звонница. В конце 1970-х — начале 1980-х годов церковь Архангела Михаила была реставрирована и приспособлена под музей. В 1985 году в здании церкви была открыта музейная экспозиция Владимиро-Суздальского музея-заповедника «Часы и время», которая была признана лучшим музеем СССР в 1986 году.
В 1996 году здание храма было возвращено Русской Православной Церкви. 19 апреля 1997 года состоялось освящение. 27 апреля 2002 года произошло освящение звонницы, построенной по проекту епархиального архитектора А. Н. Трофимова. 26 апреля 2003 года состоялось торжественное освящение алтаря. 7 июня 2010 года на купол храма был поднят хрустальный крест, аналогов которому нет в России.